# Баришовка
Бари́шовка (каз. Барышовка) — село у складі Бородуліхинського району Абайської області Казахстану. Входить до складу Бородуліхинського сільського округу.
Населення — 26 осіб (2021; 57 у 2009, 118 у 1999, 209 у 1989).
Національний склад станом на 1989 рік:
- росіяни — 100 %